# Karačići (Srebrenica)
Pour les articles homonymes, voir Karačići.
Karačići (en serbe cyrillique : Карачићи) est un village de Bosnie-Herzégovine. Il est situé dans la municipalité de Srebrenica et dans la république serbe de Bosnie. Selon les premiers résultats du recensement bosnien de 2013, il compte 74 habitants.

## Démographie

### Répartition de la population par nationalités (1991)
En 1991, le village comptait 410 habitants, tous Musulmans (Bosniaques).